# Ljuvalund
Ljuvalund är ett naturreservat i Nyköpings kommun i Södermanlands län.
Området är naturskyddat sedan 2007 och är 35 hektar stort. Reservatet ligger vid södra stranden av en vik till Båven och består av löv- och blandskog.